# 吳采臻
吳采臻（1993年4月1日—），藝名采臻，台灣女藝人，前凱渥旗下藝人兼模特兒。
於高二該年挑戰第四屆凱渥夢幻之星取得優勝與最上鏡頭獎後，與凱渥簽約成為旗下Model；目前主要於各綜藝節目擔任來賓。
於2021年4月16日在臉書粉絲團宣布與凱渥合約期滿，現為獨立藝人身分

## 節目通告
- 台灣電視台
  - 《綜藝3國智》
- 中視數位台
  - 《綜藝玩很大》
- 華視主頻
  - 《綜藝菲常讚》
- 三立都會台
  - 《綜藝大熱門》
  - 《國光幫幫忙》
- 八大綜合台
  - 《娛樂百分百》
- Channel [V]
  - 《美少女時代》
- 中視主頻
  - 《飢餓遊戲》

## 戲劇
- 2012年《絕對達令》
- 2014年《俏摩女搶頭婚》飾演美女

## 廣告
- 靠得住純白體驗
- Paktor 交友app
- 誠加科技LED省電燈泡
- 思薇爾-舒曼曲線
- 思薇爾-動感女孩
- YAHAMA機車
- MAYBELLINE
- 三菱汽車-美女篇
- 鐵達時
- 依必朗洗手乳
- 納智捷汽車
- 海儷恩
- 1028眼線液
- 肯德基
- 【7-ELEVEN瓦倫蒂諾‧羅西 冠軍傳奇集點送】[6]
- 【CITY CAFE 超級英雄集點送】[7]

## 外部連結
- 吳采臻Grace的Facebook專頁
- 吳采臻Grace的新浪微博
- 吳采臻Grace的Instagram帳戶